# Susana Fontana
Susana Fontana (Buenos Aires, 3 de abril de 1937 - Buenos Aires, 15 de octubre de 2010) fue una periodista de espectáculos, presentadora de televisión, publicista y productora argentina.

## Biografía
En su juventud se recibió de maestra con un promedio de nueve puntos. Atraída por el espectáculo, abandonó el magisterio e inició su carrera en el programa Buenas tardes, mucho gusto, a mediados de la década de 1960 como cocinera en la sección «Hoy colabora usted». El programa, emitido por Canal 13, batió récords de audiencia hasta los años 1980. Del ciclo, intervinieron a su vez Petrona Carrizo de Gandulfo y el médico Alberto Cormillot. También concurrían personas que tenían algo para enseñar o preparar, en distintos tipos de rubros como la gastronomía, jardinería, tejido, etc. Finalmente, Fontana incursionó en este haciendo manualidades.
Luego continuó en el periodismo y en la ciudad de Mar del Plata trabajó en publicidad y relaciones públicas. A su vez, fue contratada para participar de programas de televisión de Canal 11, a pesar de que comenzó en Canal 13.
Junto a Jorge Jacobson y Lucho Avilés, nuevamente radicada en su ciudad natal, en 1970 encabezó Radiolandia en TV en Teleonce y dirigiéndose al público femenino, condujo durante quince años Femenino y singular. A sus primeros labores le sucedieron Sintonía, el conductoral del noticiero de Canal 9, Astros y estrellas, Indiscreciones, entre otros.
Miembro de APTRA (Asociación de Periodistas de la Televisión y la Radiofonía Argentinas), fue parte de los elencos de Telepasillo (1999-2001), con Mario Caira y Siempre listos. Además, se presentó en Radio 10 y produjo varios programas musicales.
Desde 2002 hasta 2010 fue panelista del programa de televisión Convicciones, por canal Magazine y con Lucho Avilés, Teto Medina, Pilar Smith y Cristina Clement.
Fue partenaire de Avilés durante cuarenta años, y se le atribuyó el apelativo de "La decana de los chimentos". En 2009 fue diagnosticada con cáncer de ovario, por lo cual dejó temporalmente su trabajo.
Falleció en su hogar el 15 de octubre de 2010 a las 23:10 (UTC-3) a los 73 años. Sus restos fueron cremados y las cenizas depositadas en el Jardín de Paz de Pilar. Estuvo casada en dos oportunidades: con su primer marido tuvo dos hijas y la segunda vez, con el director de televisión Eduardo Tedesco, tuvo dos mellizas.

## Televisión
- 1962-1980: "Buenas Tardes, Mucho Gusto" - Conductora
- 1970: "Radiolandia en TV" - Conductora
- 1970-1985: "Femenino y Singular" - Conductora
- 1988-1989: "Astros y Estrellas" - Panelista
- 1990-1999: "Indiscreciones" - Panelista
- 1999-2001: "Telepasillo" - Panelista
- 2002: "Siempre Listos" - Panelista
- 2003-2010: "Convicciones" - Panelista